# Каипов, Дуйсен Каипович
Дуйсен Каипович Каипов (также Кайыпов; каз. Дүйсен Қайыпұлы Қайыпов; род. 1 декабря 1927, на территории Зангиатинского района Ташкентской области, УзССР, СССР — 10 июня 1990, Алма-Ата, КазССР, СССР) — советский казахский физик, доктор физико-математических наук (1969), профессор (1970), член-корреспондент АН КазССР (1970).

## Биография
Родился 1 декабря 1927 года на территории нынешнего Зангиатинского района Ташкентской области.
В 1950 году окончил Московский государственный университет. Поступил на работу научным сотрудником в физико-технический институт АН КазССР, с 1956 года заведующий лабораторией Института ядерной физики АН КазССР, в 1957—1969 годах — заместитель директора Института, в 1969—1990 годах — заведующий отделом.

## Научная деятельность
Исследовал резонансное излучение гамма-лучей и эффект Мёссбауэра и выявил их молекулярные и физико-химические свойства. Руководил исследованиями структуры атомного ядра.
В 1955 году защитил кандидатскую диссертацию на тему «Исследование ядерноактивных медленных мезонов, образованных космическими лучами», а в 1968 году — докторскую диссертацию на тему «Резонансное рассеяние гамма-лучей на ядрах».
Некоторые работы:
- Таблицы атомных волновых функций, Л.. 1974;
- Ядерный гамма-резонанс и сопутствующие процессы, A., 1976;
- Ультрахолодные нейтроны, А., 1985.